# Закон України «Про телекомунікації»
Закон України «Про телекомунікації» від 18 листопада 2003 року встановлює правову основу діяльності у сфері телекомунікацій.

## Основні параметри
Закон визначає повноваження держави щодо управління та регулювання зазначеної діяльності, а також права, обов'язки та засади відповідальності фізичних і юридичних осіб, які беруть участь у даній діяльності або користуються телекомунікаційними послугами.
- Стаття 1. Визначення основних термінів.
- Стаття 2. Мета Закону.

Метою Закону є забезпечення повсюдного надання телекомунікаційних послуг достатніх асортименту, обсягу та якості шляхом обмеженого регулювання ринкових відносин для сприяння ефективному функціонуванню відкритого і справедливого конкурентного ринку. Закон визначає засади захисту прав споживачів та контролю за ринком телекомунікацій з боку держави.
- Стаття 3. Призначення телекомунікацій.
  - 1. Сфера телекомунікацій є складовою частиною галузі зв'язку України.
  - 2. Телекомунікації є невід'ємною частиною виробничої та соціальної інфраструктури України і призначені для задоволення потреб фізичних та юридичних осіб, органів державної влади в телекомунікаційних послугах.